# Indeks človekovega razvoja
| 0.800–1.000 (zelo visok) 0.700–0.799 (visok) 0.550–0.699 (srednji) | 0.350–0.549 (nizek) Ni podatkov |

Indeks človekovega razvoja (angleško Human Development Index, kratica HDI) je primerjalno merilo za države, izračunano iz pričakovane življenjske dobe, stopnje izobrazbe in življenjskega standarda prebivalstva. Z namenom ocenjevati in primerjati revščino po širših merilih kot le na podlagi dohodkov sta ga leta 1990 ustvarila nobelovec Amartya Sen in vplivni pakistanski ekonomist Mahbub ul Haq s pomočjo Gustava Ranisa z univerze Yale  in lorda Meghnada Desaija iz Londonske ekonomske šole in je vse odtlej del Poročila o človekovem razvoju Razvojnega programa Združenih narodov.

## Trideset držav z najvišjim indeksom človeškega razvoja (poročilo 2007/2008)
| 1. Islandija 0,968 ( 1) 2. Norveška 0,968 ( 1) 3. Avstralija 0,962 () 4. Kanada 0,961 ( 2) 5. Irska 0,959 ( 1) 6. Švedska 0,956 ( 1) 7. Švica 0,955 ( 2) 8. Japonska 0,953 ( 1) 9. Nizozemska 0,953 ( 1) 10. Francija 0,952 ( 6) | 1. Finska 0,952 () 2. ZDA 0,951 ( 4) 3. Španija 0,949 ( 6) 4. Danska 0,949 ( 1) 5. Avstrija 0,948 ( 1) 6. Belgija 0,946 ( 4) 7. Združeno kraljestvo 0,946 ( 1) 8. Luksemburg 0,944 ( 6) 9. Nova Zelandija 0,943 ( 1) 10. Italija 0,941 ( 3) | 1. Hongkong 0,937 ( 1) 2. Nemčija 0,935 ( 3. Izrael 0,932 () 4. Grčija 0,926 () 5. Singapur 0,922 () 6. Južna Koreja 0,921 () 7. Slovenija 0,917 () 8. Ciper 0,903 ( 1) 9. Portugalska 0,897 ( 1) 10. Brunej 0,894 ( 4) |

## Tri države z najvišjim/najnižjim indeksom človekovega razvoja po celinah
| Afrika · 50, Sejšeli 0,843 ( 3) · 56, Libija 0,818 ( 8) · 65, Mavricij 0,804 ( 2) · ,,, · 175, Gvineja Bissau 0,374 ( 2) · 176, Burkina Faso 0,370 ( 2) · 177, Sierra Leone 0,336 ( 1) | Azija · 8, Japonska 0,953 ( 1) · 21, Hongkong 0,937 ( 1) · 23, Izrael 0,932 () · ,,, · 142, Nepal 0,534 ( 4) · 150, Vzhodni Timor 0,514 ( 8) · 153, Jemen 0,508 ( 3)                           | Evropa · 1, Islandija 0,968 ( 1) · 2, Norveška 0,968 ( 1) · 5, Irska 0,959 ( 1) · ,,, · 69, Severna Makedonija 0,801 ( 3) · 76, Ukrajina 0,788 ( 1) · 111, Moldavija 0,708 ( 3) |
| Severna Amerika · 4, Kanada 0,961 ( 2) · 12, ZDA 0,951 ( 4) · 31, Barbados 0,892 () · ,,, · 115, Honduras 0,700 ( 2) · 118, Gvatemala 0,689 () · 146, Haiti 0,529 ( 8)                 | Oceanija · 3, Avstralija 0,962 () · 19, Nova Zelandija 0,943 ( 1) · 55, Tonga 0,819 () · ,,, · 120, Vanuatu 0,676 ( 1) · 129, Salomonovi otoki 0,602 ( 1) · 145, Papua Nova Gvineja 0,530 ( 6) | Južna Amerika · 38, Argentina 0,869 ( 2) · 40, Čile 0,867 ( 2) · 46, Urugvaj 0,852 ( 3) · ,,, · 95, Paragvaj 0,755 ( 4) · 97, Gvajana 0,750 ( 6) · 117, Bolivija 0,695 ( 2)     |

## Države z najvišjim indeksom človekovega razvoja po letih
- 2022:   Švica
- 2020:  Norveška

| - 2019: Norveška - 2018: Norveška - 2016: Norveška - 2015: Norveška - 2014: Norveška | - 2013: Norveška - 2011: Norveška - 2010: Norveška - 2009: Norveška - 2008: Islandija | - 2007 – Islandija - 2006 – Norveška - 2005 – Norveška - 2004 – Norveška - 2003 – Norveška | - 2002 – Norveška - 2001 – Norveška - 2000 – Kanada - 1999 – Kanada - 1998 – Kanada | - 1997 – Kanada - 1996 – Kanada - 1995 – Kanada - 1994 – Kanada - 1993 – Japonska | - 1992 – Kanada - 1991 – Japonska - 1990 – Japonska - 1985 – Kanada - 1980 – Švica |